# Charles Dorat
Charles Goldblatt, dit Charles Dorat, est un acteur et scénariste français, né à Paris 4e le 21 janvier 1906 et mort au Perreux-sur-Marne (Val-de-Marne) le 18 mars 1997.

## Biographie
Acteur de théâtre et de cinéma, scénariste de Voici le temps des assassins (1956) de Julien Duvivier, et de La fièvre monte à El Pao (1959) de Luis Buñuel avec qui il avait travaillé sur Terre sans pain, il fut aussi assistant réalisateur en 1937 pour Un carnet de bal de Julien Duvivier.
Il a été également adaptateur de dialogues de films, notamment pour l'adaptation en français de la série des James Bond avec Sean Connery, ou de plusieurs films d'Alfred Hitchcock.
Son fils Jean-Pierre est également comédien et directeur artistique de doublage.

## Théâtre

### Auteur
- 1953 : Eugénie les larm’aux yeux

## Filmographie

### Acteur
- 1931 : David Golder de Julien Duvivier : l'émigrant
- 1934 : L'Atalante de Jean Vigo : le voleur ; également auteur des chansons du film
- 1936 : Le Golem de Julien Duvivier : le rabbin Jacob
- 1936 : La Belle Équipe de Julien Duvivier : Jacques
- 1936 : Jeunes Filles de Paris de Claude Vermorel : Jacques
- 1937 : Nuits de feu de Marcel L'Herbier : un prisonnier
- 1938 : Altitude 3200 de Jean Benoît-Lévy et Marie Epstein : Irénée
- 1947 : Panique de Julien Duvivier : l'inspecteur Michelet

### Scénariste
- 1956 : Voici le temps des assassins de Julien Duvivier
- 1959 : La fièvre monte à El Pao de Luis Buñuel

## Adaptation
- 1945 : La mort n'était pas au rendez-vous
- 1946 : Cape et Poignard
- 1948 : Le Trésor de la Sierra Madre
- 1948 : La Corde
- 1949 : Les Amants du Capricorne
- 1950 : Le Grand Alibi
- 1951 : Les Aventures du capitaine Wyatt
- 1951 : L'Inconnu du Nord-Express
- 1953 : La Loi du silence
- 1953 : Bronco Apache
- 1953 : Franklin et moi
- 1954 : Le crime était presque parfait
- 1955 : La Fureur de vivre
- 1956 : Le Quarante et unième
- 1958 : L'Orchidée noire
- 1958 : Le Roi et Quatre Reines
- 1958 : Indiscret
- 1959 : Le Chevalier du château maudit
- 1959 : La fièvre monte à El Pao
- 1962 : James Bond 007 contre Dr No
- 1963 : Bons baisers de Russie
- 1964 : Goldfinger
- 1964 : Un violon sur le toit
- 1965 : Opération Tonnerre
- 1966 : La Vengeance de Siegfried
- 1967 : On ne vit que deux fois
- 1969 : Macadam Cowboy
- 1969 : Au service secret de Sa Majesté
- 1971 : Les diamants sont éternels
- 1971 : Libération